# Kommunistische Partei des Iran
Die Kommunistische Partei des Iran oder Kommunistische Partei Irans (KPI) oder Kommunistische Partei Persiens (KPP) wurde 1920 in Bandar Anzali in der Provinz Gilan gegründet.

## Vorläuferorganisation
Die Kommunistische Partei des Iran war keine originär iranische Partei. Ihre Ursprünge liegen vielmehr in Russland. Iranische Arbeiter, die auf den Ölfeldern in Baku arbeiteten, gründeten nach der Oktoberrevolution 1917 unter der Führung von Haidar Khan die Partei Adalat (Gerechtigkeit). Die Gruppierung wuchs schnell auf über 6.000 Mitglieder an. Haider Khan entsandte Agitatoren, die Ortsgruppen der Partei in Tabriz, den Städten der kaspischen Provinzen des Iran und Teheran gründeten.

## Gründungsgeschichte
Der Gründungsparteitag der Kommunistischen Partei des Iran (KPI) fand vom 23. bis 25. Juni 1920 in der Hafenstadt Bandar Anzali statt, fünf Wochen nachdem sowjetische Truppen in den Norden des Iran einmarschiert waren. Adalat nannte sich von nun an Kommunistische Partei des Iran. Auf dem Parteitag wurde ein Parteiprogramm verabschiedet, das folgende Aufgaben für die konkrete Umsetzung der Diktatur des Proletariats vorsah::
1. Befreiung der ausgebeuteten Arbeiter und Bauern durch die Errichtung einer Sowjetdemokratie
2. Aufbau einer Roten Armee als Instrument der Diktatur des Proletariats
3. Lösung der iranischen Nationalitätenfrage durch die Errichtung einer föderativen Union
4. Achtung der religiösen Gefühle der Massen, aufgrund deren Rückständigkeit und Unwissenheit
5. Aufbau eines umfassenden kostenlosen Bildungssystems im ganzen Land, wobei darauf zu achten ist, dass die kommunistische Ideologie vom Kindergarten bis zur höchsten akademischen Institution gelehrt wird
6. Verstaatlichung aller Fabriken, Mühlen, Minen, Banken, Transportbetriebe; Aufbau eines nationalen öffentlichen Transportsystems; Aufbau von Kooperativen für Handwerker und Kleingewerbetreibende; Abschaffung des Privatbesitzes des Bodens; Überführung des privaten Ackerlandes der Großgrundbesitzer an die besitzlosen Bauern und Landarbeiter
7. Entwicklung eines nationalen Wohnungsbauprogramms, das sowohl von der Zentralregierung wie von den kommunalen Räten umgesetzt wird; Verabschiedung gesetzlicher Regelungen für Arbeit und Gesundheit

Eine Einheitsfront aus Dschangali-Rebellen unter Führung von Mirza Kutschak Khan und iranischen Kommunisten hatten mit russischer Hilfe bereits am 5. Juni 1920 Rascht und die Provinz Mazandaran erobert und gestützt auf die russische Kaspiflotte und 2.000 Rotgardisten die Persische Sozialistische Sowjetrepublik ausgerufen. Umgehend wurde eine Iranische Rote Armee aufgestellt, deren Kommandeur Ehschanollah Khan wurde.

## Erste politische Erfolge
Das Zentralkomitee der KPI war sich nicht sicher, welche politische Strategie verfolgt werden sollte. Lenin riet den Genossen, im Iran die Frage der Landreform in den Mittelpunkt der politischen Auseinandersetzungen zu stellen, da die landwirtschaftliche nutzbare Fläche in den Händen weniger Großgrundbesitzer lag, und deshalb eine Revolution auf dem Land für Millionen von Bauern von politischer Bedeutung wäre. Unter der Arbeiterschaft des Iran gewann die Partei schnell Anhänger. 1921 waren allein in Teheran elf Gewerkschaften aktiv. Mehr als einhundert Parteimitglieder besuchten in den Jahren 1920 bis 1930 die Kommunistische Universität der Werktätigen des Ostens zum Studium des Marxismus-Leninismus.
Nach Abzug der russischen Rotgardisten putschte sich Ehschanollah mit Hilfe Dschaʿfar Pischewaris am 21. Juli 1920 an die Spitze einer Revolutionsregierung von Gilan und unternahm Vorstöße gegen Teheran, die allerdings zu schweren Verlusten bei der Iranischen Roten Armee führten. Im Gegenzug besetzte die von der russischen Roten Armee zerschlagene, aber von den Briten wiederaufgebaute persische Kosakenbrigade Ende 1920 Rascht und setzte der autonomen Persischen Sozialistischen Republik ein Ende.

## Spaltung
Im Exil in Baku spaltete sich die Kommunistische Partei des Iran, nachdem Pischevari von den Sowjetrussen durch den ehemaligen Sozialdemokraten Haidar Khan Amu Ogli ersetzt worden war. Erst im Mai 1921 schlossen Ehschanollah, Kutschek Khan und Haidar Khan eine neue Einheitsfront. Im Juni 1921 zog Ehshanollah Khan mit 2.000 Mann erneut gegen Teheran, wurde aber vernichtend geschlagen.
Der Revolutionsrat schloss Ehshanollah Khan daraufhin am 30. Juli 1921 aus der Kommunistischen Partei des Iran aus. Am 4. August konnten Kustschek Khan und Haidar Khan nochmals eine sowjetische Stadtverwaltung in Rascht errichten. Dem militärischen Gegenstoß der persischen Kosakenbrigade unter Führung von Reza Khan, der spätere Reza Schah Pahlavi, versuchte Kutschek Khan durch einen Putsch, der Ermordung Haidars und der alleinigen Übernahme der Macht in Rascht zuvorzukommen. Reza Khan lehnte das mit einer Autonomiegarantie für Gilan verbundene Kapitulationsangebot Kutschek Khans ab. Am 3. November 1921 fiel Rascht endgültig. Mirza Kutschek Khan erfror auf der Flucht, der vom Leichnam abgetrennte Kopf wurde nach Teheran gebracht. Ehshanollah Khan entkam in die Sowjetunion, die Dschangali wurden aufgerieben.
Dschaʿfar Pischewari ging nach Moskau an die Kommunistische Universität für die Arbeiter des Ostens, um Marxismus-Leninismus zu studieren. Nach dem Abschluss seines Studiums des Marxismus-Leninismus ging er zurück nach Teheran, eröffnete eine Buchhandlung und war Mitherausgeber der Gewerkschaftszeitung Haqiqat (Wahrheit).

## Verbot
Nach diesen Ereignissen war eine reguläre Parteiarbeit nicht mehr möglich. Unter der Regentschaft von Reza Schah Pahlavi war die Kommunistische Partei am 13. Juni 1931 mit dem vom Parlament verabschiedeten Gesetz für die Sicherheit und Unabhängigkeit des Staates verboten worden. Mitglieder der Partei wurden inhaftiert, wenn sie weiter für die KPI arbeiteten.

## Neugründung als Tudeh-Partei
Erst 1941 sollte es zu einer Neugründung kommen. Der Iran war im Zuge der anglo-sowjetischen Invasion des Iran am 25. August 1941 von britischen und sowjetischen Truppen besetzt worden. Bereits am 2. Oktober 1941 wurde die Tudeh-Partei (Partei der Volksmassen) mit Unterstützung der Sowjetunion gegründet, um die Arbeit der zuvor verbotenen KPI fortzusetzen. Zu den Gründungsmitgliedern gehörte u. a. der Schriftsteller Bozorg Alavi. Zu ihrem ersten Vorsitzenden wurde Soleiman Mohsen Eskandari gewählt.

## Neugründung als Kommunistische Partei Iran
1984 kam es durch Mansoor Hekmat zu einer Abspaltung von der Tudeh-Partei. Die neue Partei nennt sich Kommunistische Partei Iran. Hekmat hatte während der Regentschaft von Schah Mohammad Reza Pahlavi die Union der kommunistischen Kämpfer gegründet und an der Islamischen Revolution teilgenommen. Er widersetzte sich aber einer Zusammenarbeit mit Chomeini, floh 1981 nach Kurdistan und schloss sich der kurdischen Widerstandsgruppe Komalah an. 1984 kam es dann zur Neugründung der Kommunistischen Partei Iran.
1991 verließ Hekmat die Kommunistische Partei Iran und gründete die Arbeiterkommunistische Partei des Iran (WPI).